# Берне (Ер)
Берне (фр. Bernay) је насељено место у Француској у региону Горња Нормандија, у департману Ер.
По подацима из 2010. године број становника у месту је био 10.449, а густина насељености је износила 434 становника/km².

## Демографија
| 1962. | 1968.  | 1975.  | 1982.  | 1990.  | 2011.  |
| ----- | ------ | ------ | ------ | ------ | ------ |
| 9.349 | 10.009 | 10.539 | 10.548 | 10.582 | 10.288 |